# Kvalifikace na Mistrovství světa ve fotbale 1994 (CAF)
Kvalifikace na Mistrovství světa ve fotbale 1994 zóny CAF určila 3 účastníky závěrečného turnaje.
Ačkoliv se přihlásilo celkem 40 reprezentací, čtveřice z nich se na poslední chvíli odhlásila. Zbylých 36 týmů bylo rozlosováno do 9 skupin po 4 celcích, kde se utkali dvoukolově každý s každým doma a venku. Devítka vítězů skupin následně postoupila do druhé fáze, kde byla rozlosována do tří skupin po třech. Zde se znovu utkal každý s každým dvoukolově doma a venku. Vítězové jednotlivých skupin postoupili na MS.

## První fáze

### Skupina A
- Uganda se odhlásila.

| Poř. | Tým      | Z | V | R | P | VG | IG | +/- | B |
| ---- | -------- | - | - | - | - | -- | -- | --- | - |
| 1    | Alžírsko | 4 | 2 | 1 | 1 | 5  | 4  | +1  | 5 |
| 2    | Ghana    | 4 | 2 | 0 | 2 | 4  | 3  | +1  | 4 |
| 3    | Burundi  | 4 | 1 | 1 | 2 | 2  | 4  | -2  | 3 |

| Datum                     | Domácí   | Výsledek | Hosté    |
| ------------------------- | -------- | -------- | -------- |
| 9. října 1992, Tlemcen    | Alžírsko | 3 – 1    | Burundi  |
| 25. října 1992, Bujumbura | Burundi  | 1 – 0    | Ghana    |
| 20. prosince 1992, Accra  | Ghana    | 2 – 0    | Alžírsko |
| 17. ledna 1993, Bujumbura | Burundi  | 0 – 0    | Alžírsko |
| 31. ledna 1993, Kumasi    | Ghana    | 1 – 0    | Burundi  |
| 26. února 1993, Tlemcen   | Alžírsko | 2 – 1    | Ghana    |

Alžírsko postoupilo do druhé fáze.

### Skupina B
| Poř. | Tým       | Z | V | R | P | VG | IG | +/- | B |
| ---- | --------- | - | - | - | - | -- | -- | --- | - |
| 1    | Kamerun   | 4 | 2 | 2 | 0 | 7  | 1  | +6  | 6 |
| 2    | Svazijsko | 3 | 1 | 1 | 1 | 1  | 5  | -4  | 3 |
| 3    | Zair      | 3 | 0 | 1 | 2 | 1  | 3  | -2  | 1 |

| Datum                    | Domácí    | Výsledek | Hosté     |
| ------------------------ | --------- | -------- | --------- |
| 11. října 1992, Kinshasa | Zair      | 4 – 2    | Libérie   |
| 18. října 1992, Yaoundé  | Kamerun   | 5 – 0    | Svazijsko |
| 25. října 1992, Lobamba  | Svazijsko | 1 – 0    | Zair      |
| 25. října 1992, Monrovia | Libérie   | 0 – 0    | Kamerun   |
| 10. ledna 1993, Kinshasa | Zair      | 1 – 2    | Kamerun   |
| 17. ledna 1993, Lobamba  | Svazijsko | 0 – 0    | Kamerun   |
| 1. března 1993, Yaoundé  | Kamerun   | 0 – 0    | Zair      |

 Libérie se odhlásila. Výsledky jejích zápasů byly anulovány.
Utkání Zair vs. Svazijsko nebylo z finančních důvodů sehráno, protože již ani jeden z celků nemohl postoupit.
Kamerun postoupil do druhé fáze.

### Skupina C
| Poř. | Tým      | Z | V | R | P | VG | IG | +/- | B  |
| ---- | -------- | - | - | - | - | -- | -- | --- | -- |
| 1    | Zimbabwe | 6 | 4 | 2 | 0 | 8  | 4  | +4  | 10 |
| 2    | Egypt    | 6 | 3 | 2 | 1 | 9  | 3  | +6  | 8  |
| 3    | Angola   | 5 | 1 | 2 | 2 | 3  | 4  | -1  | 4  |
| 4    | Togo     | 5 | 0 | 0 | 5 | 2  | 11 | -9  | 0  |

| Datum                     | Domácí   | Výsledek | Hosté    |
| ------------------------- | -------- | -------- | -------- |
| 9. října 1992, Harare     | Zimbabwe | 1 – 0    | Togo     |
| 11. října 1992, Káhira    | Egypt    | 1 – 0    | Angola   |
| 25. října 1992, Lomé      | Togo     | 1 – 4    | Egypt    |
| 20. prosince 1992, Harare | Zimbabwe | 2 – 1    | Egypt    |
| 10. ledna 1993, Luanda    | Angola   | 1 – 1    | Zimbabwe |
| 17. ledna 1993, Lomé      | Togo     | 1 – 2    | Zimbabwe |
| 18. ledna 1993, Luanda    | Angola   | 0 – 0    | Egypt    |
| 31. ledna 1993, Káhira    | Egypt    | 3 – 0    | Togo     |
| 31. ledna 1993, Harare    | Zimbabwe | 2 – 1    | Angola   |
| 28. února 1993, Lomé      | Togo     | 0 – 1    | Angola   |
| 28. února 1993, Káhira    | Egypt    | 2 – 1*   | Zimbabwe |
| 15. dubna 1993, Lyon      | Egypt    | 0 – 0    | Zimbabwe |

(*)Zápas byl předčasně ukončen z důvodu řádění fanoušků. Musel být sehrán znovu, tentokrát na neutrální půdě.
Utkání Angola vs. Togo se z finančních důvodů nehrálo, protože již ani jeden z těchto týmů nemohl postoupit.
Zimbabwe postoupilo do druhé fáze.

### Skupina D
- Libye se odhlásila.

| Poř. | Tým                   | Z | V | R | P | VG | IG | +/- | B |
| ---- | --------------------- | - | - | - | - | -- | -- | --- | - |
| 1    | Nigérie               | 4 | 3 | 1 | 0 | 7  | 0  | +7  | 7 |
| 2    | Jihoafrická republika | 4 | 2 | 1 | 1 | 2  | 4  | -2  | 5 |
| 3    | Konžská republika     | 4 | 0 | 0 | 4 | 0  | 5  | -5  | 0 |

| Datum                          | Domácí                | Výsledek | Hosté                 |
| ------------------------------ | --------------------- | -------- | --------------------- |
| 10. října 1992, Lagos          | Nigérie               | 4 – 0    | Jihoafrická republika |
| 25. října 1992, Johannesburg   | Jihoafrická republika | 1 – 0    | Konžská republika     |
| 20. prosince 1992, Brazzaville | Konžská republika     | 0 – 1    | Nigérie               |
| 16. ledna 1993, Johannesburg   | Jihoafrická republika | 0 – 0    | Nigérie               |
| 31. ledna 1993, Brazzaville    | Konžská republika     | 0 – 1    | Jihoafrická republika |
| 27. února 1993, Enugu          | Nigérie               | 2 – 0    | Konžská republika     |

Nigérie postoupila do druhé fáze.

### Skupina E
- Súdán se odhlásil.

| Poř. | Tým               | Z | V | R | P | VG | IG | +/- | B |
| ---- | ----------------- | - | - | - | - | -- | -- | --- | - |
| 1    | Pobřeží slonoviny | 4 | 2 | 2 | 0 | 7  | 0  | +7  | 6 |
| 2    | Niger             | 4 | 2 | 1 | 1 | 3  | 2  | +1  | 5 |
| 3    | Botswana          | 4 | 0 | 1 | 3 | 1  | 9  | -8  | 1 |

| Datum                       | Domácí            | Výsledek | Hosté             |
| --------------------------- | ----------------- | -------- | ----------------- |
| 10. října 1992, Abidžan     | Pobřeží slonoviny | 6 – 0    | Botswana          |
| 25. října 1992, Niamey      | Niger             | 0 – 0    | Pobřeží slonoviny |
| 20. prosince 1992, Gaborone | Botswana          | 0 – 1    | Niger             |
| 17. ledna 1993, Gaborone    | Botswana          | 0 – 0    | Pobřeží slonoviny |
| 31. ledna 1993, Abidžan     | Pobřeží slonoviny | 1 – 0    | Niger             |
| 28. února 1993, Niamey      | Niger             | 2 – 1    | Botswana          |

Pobřeží slonoviny postoupilo do druhé fáze.

### Skupina F
| Poř. | Tým     | Z | V | R | P | VG | IG | +/- | B  |
| ---- | ------- | - | - | - | - | -- | -- | --- | -- |
| 1    | Maroko  | 6 | 4 | 2 | 0 | 13 | 1  | +12 | 10 |
| 2    | Tunisko | 6 | 3 | 3 | 0 | 14 | 2  | +12 | 9  |
| 3    | Etiopie | 6 | 1 | 1 | 4 | 3  | 11 | -8  | 3  |
| 4    | Benin   | 6 | 1 | 0 | 5 | 3  | 19 | -16 | 2  |

| Datum                          | Domácí  | Výsledek | Hosté   |
| ------------------------------ | ------- | -------- | ------- |
| 11. října 1992, Casablanca     | Maroko  | 5 – 0    | Etiopie |
| 11. října 1992, Tunis          | Tunisko | 5 – 1    | Benin   |
| 25. října 1992, Addis Abeba    | Etiopie | 0 – 0    | Tunisko |
| 25. října 1992, Cotonou        | Benin   | 0 – 1    | Maroko  |
| 20. prosince 1992, Tunis       | Tunisko | 1 – 1    | Maroko  |
| 20. prosince 1992, Addis Abeba | Etiopie | 3 – 1    | Benin   |
| 17. ledna 1993, Addis Abeba    | Etiopie | 0 – 1    | Maroko  |
| 17. ledna 1993, Cotonou        | Benin   | 0 – 5    | Tunisko |
| 31. ledna 1993, Rabat          | Maroko  | 5 – 0    | Benin   |
| 31. ledna 1993, Tunis          | Tunisko | 3 – 0    | Etiopie |
| 28. února 1993, Cotonou        | Benin   | 1 – 0    | Etiopie |
| 28. února 1993, Casablanca     | Maroko  | 0 – 0    | Tunisko |

Maroko postoupilo do druhé fáze.

### Skupina G
- Mauritánie se odhlásila.

| Poř. | Tým      | Z | V | R | P | VG | IG | +/- | B |
| ---- | -------- | - | - | - | - | -- | -- | --- | - |
| 1    | Senegal  | 4 | 3 | 0 | 1 | 10 | 4  | +6  | 6 |
| 2    | Gabon    | 4 | 2 | 1 | 1 | 7  | 5  | +2  | 5 |
| 3    | Mosambik | 4 | 0 | 1 | 3 | 3  | 11 | -8  | 1 |

| Datum                         | Domácí   | Výsledek | Hosté    |
| ----------------------------- | -------- | -------- | -------- |
| 11. října 1992, Libreville    | Gabon    | 3 – 1    | Mosambik |
| 25. října 1992, Maputo        | Mosambik | 0 – 1    | Senegal  |
| 19. prosince 1992, Libreville | Gabon    | 3 – 2    | Senegal  |
| 17. ledna 1993, Maputo        | Mosambik | 1 – 1    | Gabon    |
| 30. ledna 1993, Dakar         | Senegal  | 6 – 1    | Mosambik |
| 27. února 1993, Dakar         | Senegal  | 1 – 0    | Gabon    |

Senegal postoupil do druhé fáze.

### Skupina H
| Poř. | Tým        | Z | V | R | P | VG | IG | +/- | B |
| ---- | ---------- | - | - | - | - | -- | -- | --- | - |
| 1    | Zambie     | 4 | 3 | 0 | 1 | 11 | 3  | +8  | 6 |
| 2    | Madagaskar | 4 | 3 | 0 | 1 | 7  | 3  | +4  | 6 |
| 3    | Namibie    | 4 | 0 | 0 | 4 | 0  | 12 | -12 | 0 |

| Datum                           | Domácí     | Výsledek | Hosté      |
| ------------------------------- | ---------- | -------- | ---------- |
| 11. října 1992, Lusaka          | Zambie     | 2 – 0    | Tanzanie   |
| 11. října 1992, Antananarivo    | Madagaskar | 3 – 0    | Namibie    |
| 25. října 1992, Mwanza          | Tanzanie   | 0 – 0    | Madagaskar |
| 25. října 1992, Windhoek        | Namibie    | 0 – 4    | Zambie     |
| 19. prosince 1992, Mwanza       | Tanzanie   | 2 – 0    | Namibie    |
| 20. prosince 1992, Antananarivo | Madagaskar | 2 – 0    | Zambie     |
| 16. ledna 1993, Mwanza          | Tanzanie   | 1 – 3    | Zambie     |
| 17. ledna 1993, Windhoek        | Namibie    | 0 – 1    | Madagaskar |
| 30. ledna 1993, Lusaka          | Zambie     | 4 – 0    | Namibie    |
| 27. února 1993, Lusaka          | Zambie     | 3 – 1    | Madagaskar |

Tanzanie se odhlásila. Její výsledky byly anulovány.
Zambie postoupila do druhé fáze.

### Skupina I
- Týmy  Mali a  Gambie se odhlásily.

| Poř. | Tým    | Z | V | R | P | VG | IG | +/- | B |
| ---- | ------ | - | - | - | - | -- | -- | --- | - |
| 1    | Guinea | 2 | 1 | 0 | 1 | 4  | 2  | +2  | 2 |
| 2    | Keňa   | 2 | 1 | 0 | 1 | 2  | 4  | -2  | 2 |

| Datum                      | Domácí | Výsledek | Hosté  |
| -------------------------- | ------ | -------- | ------ |
| 20. prosince 1992, Conakry | Guinea | 4 – 0    | Keňa   |
| 27. února 1993, Nairobi    | Keňa   | 2 – 0    | Guinea |

Guinea postoupila do druhé fáze.

## Druhá fáze

### Skupina A
| Poř. | Tým               | Z | V | R | P | VG | IG | +/- | B |
| ---- | ----------------- | - | - | - | - | -- | -- | --- | - |
| 1    | Nigérie           | 4 | 2 | 1 | 1 | 10 | 5  | +5  | 5 |
| 2    | Pobřeží slonoviny | 4 | 2 | 1 | 1 | 5  | 6  | -1  | 5 |
| 3    | Alžírsko          | 4 | 0 | 2 | 2 | 3  | 7  | -4  | 2 |

| Datum                      | Domácí            | Výsledek | Hosté             |
| -------------------------- | ----------------- | -------- | ----------------- |
| 16. dubna 1993, Tlemcen    | Alžírsko          | 1 – 1    | Pobřeží slonoviny |
| 2. května 1993, Abidžan    | Pobřeží slonoviny | 2 – 1    | Nigérie           |
| 3. července 1993, Lagos    | Nigérie           | 4 – 1    | Alžírsko          |
| 18. července 1993, Abidžan | Pobřeží slonoviny | 1 – 0    | Alžírsko          |
| 25. září 1993, Lagos       | Nigérie           | 4 – 1    | Pobřeží slonoviny |
| 8. října 1993, Alžír       | Alžírsko          | 1 – 1    | Nigérie           |

Nigérie postoupila na Mistrovství světa ve fotbale 1994.

### Skupina B
| Poř. | Tým     | Z | V | R | P | VG | IG | +/- | B |
| ---- | ------- | - | - | - | - | -- | -- | --- | - |
| 1    | Maroko  | 4 | 3 | 0 | 1 | 6  | 3  | +3  | 6 |
| 2    | Zambie  | 4 | 2 | 1 | 1 | 6  | 2  | +4  | 5 |
| 3    | Senegal | 4 | 0 | 1 | 3 | 1  | 8  | -7  | 1 |

| Datum                      | Domácí  | Výsledek | Hosté   |
| -------------------------- | ------- | -------- | ------- |
| 18. dubna 1993, Casablanca | Maroko  | 1 – 0    | Senegal |
| 4. července 1993, Lusaka   | Zambie  | 2 – 1    | Maroko  |
| 17. července 1993, Dakar   | Senegal | 1 – 3    | Maroko  |
| 7. srpna 1993, Dakar       | Senegal | 0 – 0    | Zambie  |
| 26. září 1993, Lusaka      | Zambie  | 4 – 0    | Senegal |
| 10. října 1993, Casablanca | Maroko  | 1 – 0    | Zambie  |

Maroko postoupilo na Mistrovství světa ve fotbale 1994.

### Skupina C
| Poř. | Tým      | Z | V | R | P | VG | IG | +/- | B |
| ---- | -------- | - | - | - | - | -- | -- | --- | - |
| 1    | Kamerun  | 4 | 3 | 0 | 1 | 7  | 3  | +4  | 6 |
| 2    | Zimbabwe | 4 | 2 | 0 | 2 | 3  | 6  | -3  | 4 |
| 3    | Guinea   | 4 | 1 | 0 | 3 | 4  | 5  | -1  | 2 |

| Datum                      | Domácí   | Výsledek | Hosté    |
| -------------------------- | -------- | -------- | -------- |
| 18. dubna 1993, Yaoundé    | Kamerun  | 3 – 1    | Guinea   |
| 2. května 1993, Conakry    | Guinea   | 3 – 0    | Zimbabwe |
| 4. července 1993, Harare   | Zimbabwe | 1 – 0    | Kamerun  |
| 18. července 1993, Conakry | Guinea   | 0 – 1    | Kamerun  |
| 26. září 1993, Harare      | Zimbabwe | 1 – 0    | Guinea   |
| 10. října 1993, Yaoundé    | Kamerun  | 3 – 1    | Zimbabwe |

Kamerun postoupil na Mistrovství světa ve fotbale 1994.